# توم وجيري: حكاية كسارة البندق
فيلم توم وجيري Nutcracker Tale هو فيلم كرتوني مليء بالمتعة والتشويق، الذي حاز لقب أفضل فيلم رسوم متحركة سنة 2008، وهو يتحدث عن قصة كسارة البندق.
من إنتاج وارنر براذرز أنيميشن وتيرنر انترتينمنت، كانت المحاولة الخامسة صنع للفيديو لاستعادة أسلوب ويليام هانا وجوزيف باربيرا الأفلام القصيرة من مترو غولدوين ماير. من إنتاج وإخراج سبايك براندت وتوني سيرفون (الذي سيخرج فيما بعد، وينتج و / أو سيناريو لاحقًا لأفلام «توم وجيري» المباشرة إلى الفيديو)، وهو فيلم رسوم متحركة مثل - كسارة البندق وملك الفأر بواسطة إرنست هوفمان، مع جيري في دور كسارة البندق وتوم في دور أحد أتباع Mouse King (الذي، في هذا الإصدار، تم استبداله بقطة).
سيكون فيلم "A Nutcracker Tale" آخر إنتاج للرسوم المتحركة عمل عليه جوزيف باربيرا، حيث توفي في 18 ديسمبر 2006 ؛ كان الفيلم مخصصًا لذكراه. كان أيضًا آخر فيلم رسوم متحركة مباشر إلى فيديو تم إصداره تحت علامة شركة وارنر بروس للترفيه العائلي، قبل أن يصبح وحدة بالاسم فقط لـ وارنر براذرز أنيميشن السنة القادمة.
في 13 أغسطس 2020، أُعلن أنه من المقرر طرح الفيلم على Blu-ray وإصدار DVD خاص كما يقترن بـ «توم وجيري: مساعدي سانتا الصغار» في 27 أكتوبر 2020.

## قصة الفيلم
تبتدئ هذه القصة عن تحول جميع الدمى والألعاب إلى مخلوقات خيالية حية، وحبسهم على يد فريق القطط، ونجاتهما عن طريق مساعدة الفار جيري لهم مع اصدقائه، وتخلصه من فريق القطط الخبيثة.
جيري وابن أخيه توفي يشاهدون عيد الميلاد  باليه في مدينة نيويورك بينما كانت مجموعة القطط، بما في ذلك توم، تغني أغنية لملك القط في زقاق يطل على مبنى إمباير ستيت. يذهب جيري إلى أرضية المسرح الفارغة حيث يبدأ السحر في الحدوث، مثل ظهور الألعاب في الحياة، بما في ذلك المهر المسمى نيللي وبيكسي يدعى باولي. ثم يجعل السحر صندوق الموسيقى راقصة البالية تنبض بالحياة ويرقص جيري معها.
تتحول المرحلة إلى أرض عجائب شتوية حيث تستمتع جميع الألعاب بوجبة عشاء. يدمر توم والقطط الأخرى العيد ويصطادون الألعاب بينما يحاول جيري وبولي ونيللي إيقافهم ولكن يتم إطلاق النار عليهم من مدفع، حيث ينتهي بهم الأمر إلى عوالم بعيدة. يقوم توم، بصفته كابتن حراس القطط، بحجز راقصة الباليه في قفص ثم يحضرها إلى ملك القط، الذي يطلب منها دون جدوى الرقص من أجله. في وقت لاحق، يتم استدعاء توم لجمع القطط الأخرى وإيقاف جيري، بينما يعطي توفي راقصة الباليه سلسلة متصلة بحلقة مفاتيح ثم يذهب لتحذير جيري وإيقاف القطط. في هذه الأثناء، قرر جيري وبولي ونيللي اتباع نجم لامع للغاية لرجل مسن يُدعى صانع الألعاب. يتوقفون أمام نهر متجمد وينتقلون جميعًا بأمان باستثناء جيري، الذي يسقط من شلال متجمد وعبر الجليد، ويصبح متشابكًا في حشيش ويبدو أنه يغرق. ثم يتم إحياؤه وتحريره بواسطة السحر ثم يتم سحبه بواسطة نيللي وبولي. هذا يجعل بولي ينهار عن طريق إذابة الصمغ الذي يبقيه متماسكًا. يصل توفي إلى توم ويرتدي زي ملاك وشيطان لإقناعه بعدم إيذاء جيري، ولكن دون قصد ينفخ غلافه عندما ينتهي به الأمر بإلصاق رمح ثلاثي في عين توم، مما تسبب في برج القطط يسقط من جرف. يواصل توفي طريقه إلى جيري، محذراً إياه من القطط. توم وأصدقاؤه، متنكرين بزي أشجار عيد الميلاد، يحاصرون جيري لكن توم يتعرض لهجوم من قبل السنجاب ويتم تقطيعه في تقطيع الأشجار. تهاجم القطط، لكن جيري وبقية المجموعة يهربون داخل شجرة. ثم تأتي المجموعة إلى تل حيث يتم إرسال رأس باولي طارًا في حفرة أخرى. يذهبون إلى الحفرة، فقط ليجدوا عالمًا ناريًا به حفر حمم وتنين؛ جنية اللهب تعيد لبولي رأسه. يستيقظ التنين ولكنه منوم من قبل جيري ليخرجهم من الحفرة.
يطلقون مدفعًا ينفجر جيري وأصدقائه في منزل بالساعات. تطارد القطط الفئران والألعاب مرة أخرى وتجري في أرض المعارض، حيث يتعرض توم للضرب تقريبًا بعد أن يُلقى به على دائري وأكواب دوامة وسحقه مرارًا وتكرارًا على قطار الملاهي بعد جيري يسحب الدبوس الذي يجمع سيارتين معًا. وصلوا إلى سلسلة من التلال، وقام جيري بتفجير بالونات مما جعلهم ينطلقون بأمان. قطة واحدة تطلق سهمًا، مما أدى إلى انفجار بالون نيللي. يمسك توفي بها ويكشف المزيد من بولي نيللي يخذل ويطارد من قبل القطط. جيري ينقذها، لكن قبضته فشله وانزلق خيطها من يده. تسحب القطط خيطها وتقول لهم إلى أين يتجه الآخرون. وصل الثلاثة الباقون إلى صانع الألعاب، وبعد أن بدوا في البداية وكأنهم قد فشلوا عندما قام توم وحراس Cat الآخرون بقطعهم عند الباب (فقط ليتم إرسالهم سريعًا للتعبئة عندما يضربهم الباب بعيدًا كما يجيب صانع الألعاب.)، يقوم صانع الألعاب بإصلاح بولي ويمنحهم مفتاحًا يسمح لهم بإيقاظ جيش من جنود اللعبة. يغادر الثلاثة مع جيشهم الجديد لاستعادة مملكتهم.
عندما تحاول القطط الهروب من جيش لعبة الجنود، تظهر راقصة الباليه مع الألعاب الأخرى وتقودهم في جيش في تمرد ضد ملك القط. يفرغ توم الكثير من الجنود، لكن الفراغ ينفجر ويعودون إلى القطط. عندما يأمر ملك القط أتباعه بالانسحاب، يقوم جيري بتنشيط قطار لعبة يقرع كل القطط فوقه وهو يعبر المسرح ويخرج من باب الكواليس، ويصطدم بجدار المبنى المجاور للمسرح ويسقط في النهاية في القمامة مرة أخرى في نيويورك. تعانق راقصة الباليه جيري في النصر وتخبره بسعادة أنها لم تشك فيه أبدًا، ولكن فجأة يبدأ الجدار المجاور لها في الانهيار والانهيار على نيللي وهي تدفع جيري وراقصة الباليه بعيدًا عن الطريق، مما يسحقها ويقتلها على ما يبدو. يشعر جيري وتوفي وبولي بالحزن بسبب هذا، لكن السحر ينعشها ويزيل خيطها، مما يسمح لها أخيرًا بالتحدث بدون خيط. بعد ذلك، رقص جيري وراقصة الباليه بعد استلام التيجان مرة أخرى. يُعرض صانع الألعاب وراقصة الباليه من مسرحية الكريسماس على أنهما يشاهدان من الجمهور؛ تقوم راقصة الباليه الحقيقية بإلقاء وردة على جيري ثم تُسدل الستارة، وتنهي العرض.

## شخصيات الفيلم
توم وجيري توم قط أزرق رمادي اللون يعيش حياة مدللة للغاية اما جيري فهو فأر منزلى بني اللون يعيش في منزل سيدة توم وهو إنتهازى ويعتمد على ذاته بالإضافة إلى امتلاكه قوة كبيرة مقارنة بجسمه كما أنه يملك ذكاء حادا مما يعطيه ميزة كبيرة على توم.

## معالم الفيلم
القصر السحري بعدما كانت الدمى والألعاب مجرد جماد إلا أن في القصر الذي تحول إلى قصر سحري حدث المستحيل.

## وصلات خارجية
- توم وجيري: حكاية كسارة البندق على موقع IMDb (الإنجليزية)
- توم وجيري: حكاية كسارة البندق على موقع روتن توميتوز (الإنجليزية)
- توم وجيري: حكاية كسارة البندق على موقع ألو سيني (الفرنسية)
- توم وجيري: حكاية كسارة البندق على موقع أول موفي (الإنجليزية)
- توم وجيري: حكاية كسارة البندق على موقع فيلمافينيتي (الإسبانية)
- توم وجيري: حكاية كسارة البندق على موقع قاعدة بيانات الفيلم (الإنجليزية)
- توم وجيري: حكاية كسارة البندق على موقع ليتربوكسد (الإنجليزية)
- توم وجيري: حكاية كسارة البندق على موقع كينوبويسك (الروسية)